# Croaghmoyle
Croaghmoyle är ett berg i republiken Irland.   Det ligger i grevskapet Maigh Eo och provinsen Connacht, i den nordvästra delen av landet, 210 km väster om huvudstaden Dublin. Toppen på Croaghmoyle är 430 meter över havet.
Terrängen runt Croaghmoyle är kuperad norrut, men söderut är den platt.Runt Croaghmoyle är det ganska tätbefolkat, med 90 invånare per kvadratkilometer. Närmaste större samhälle är Castlebar, 9,6 km sydost om Croaghmoyle. Trakten runt Croaghmoyle består i huvudsak av gräsmarker.